# Potosí

Potosì: Plaza 10 de Noviembre e la cattedrale Basílica de Nuestra Señora de La Paz

Potosí è un comune (municipio in spagnolo) della Bolivia nella provincia di Tomás Frías (dipartimento di Potosí) con 174.973 abitanti (dato 2012). Famosa per la miniera d'argento, si trova ad un'altitudine di 4.090 metri ed è considerata una delle più alte città del mondo.
La città è stata inserita nel 1987 nell'elenco dei Patrimoni dell'umanità dell'UNESCO, come riconoscimento della straordinaria quantità di monumenti industriali (come gli acquedotti e i laghi artificiali che fornivano acqua alle miniere d'argento) e architettonici presenti (come la Casa de la Moneda, la chiesa di San Lorenzo e in generale il centro storico della città, in stile coloniale).

## Storia
Fondata nel 1545 come città mineraria, ben presto produsse ingenti ricchezze, diventando la più grande città delle Americhe a eccezione di Città del Messico, con una popolazione di oltre 200.000 abitanti. In spagnolo esiste ancora un detto, "vale un Potosí", che significa "vale una fortuna", mentre per gli europei il Perù era una mitica terra di ricchezze (la Bolivia faceva parte del vicereame del Perù ed era conosciuta come Alto Perù, prima di ottenere l'indipendenza nel 1825).

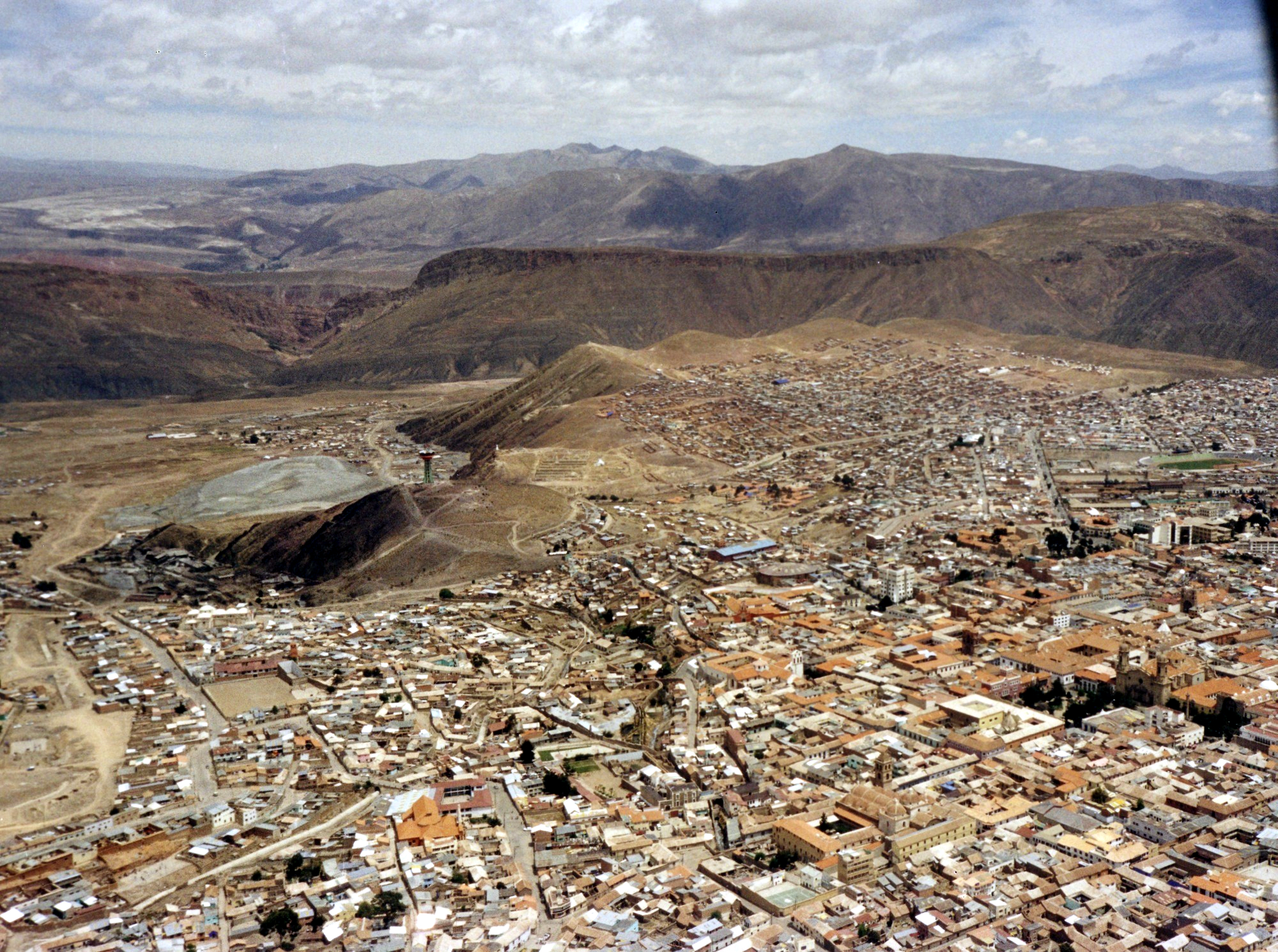
Potosí, foto aerea

Potosí è l'unica città americana citata nel Don Chisciotte della Mancia di Miguel de Cervantes, con riferimento alle sue ricchezze. Da questo importante centro minerario proveniva infatti la maggior parte dell'argento spagnolo. 
Il lavoro degli indios, sfruttato brutalmente da Francisco de Toledo, provocò la morte di migliaia di persone, non solo per le condizioni climatiche estreme, ma anche per l'avvelenamento da mercurio, provocato dal contatto col metallo delle mani e dei piedi nudi, oltre che dall'inalazione dei suoi vapori tossici.
Nel XVIII secolo la scoperta di importanti giacimenti nel Messico settentrionale, sfruttabili a costi inferiori, inferse un duro colpo al centro minerario di Potosí. Agli inizi del XIX secolo, quando le miniere si esaurirono, la città contava solo 21.000 abitanti. In quel periodo il prodotto principale estratto nel territorio circostante era già divenuto lo stagno. Vari tentativi sono stati compiuti da allora per trovare nuovi filoni argentiferi, con risultati il più delle volte inferiori alle aspettative. Ancor oggi alcune montagne dei dintorni continuano ad essere perforate alla ricerca del prezioso metallo. A causa delle precarie condizioni lavorative e della carenza di elementari misure protettive, i minatori hanno una bassissima aspettativa di vita, mediamente di solo 40 anni; i decessi sono causati principalmente da silicosi e dalle morti dovute a crolli delle miniere (si stima che nei secoli in cui durò lo sfruttamento del lavoro indigeno siano morte alcune centinaia di migliaia di uomini a causa dei crolli).

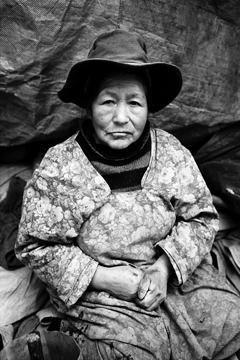
Manuel Rivera-Ortiz: Vedova delle miniere, Potosí, Bolivia 2004

Durante la guerra d'indipendenza boliviana (1809 - 1825) Potosí passò di volta in volta nelle mani dell'esercito reale spagnolo e dei partigiani. Errori e abusi da parte dell'esercito ausiliario da Buenos Aires comandato da Juan José Castelli provocarono risentimenti e portarono ad un crescente desiderio di indipendenza. La situazione degenerò a tal punto che la città non poté più essere difesa, nonostante gli sforzi di un secondo esercito argentino comandato da Manuel Belgrano.

## Attività socio-economica
Nel Dipartimento di Potosí, si trova il "Cerro Rico de Potosí", il quale ha caratterizzato la zona, totalmente dedita all'estrazione mineraria. Nonostante la quantità di minerali presenti all'interno delle miniere si sia drasticamente ridotta, l'attività dei "mineros" prosegue: essa continua ad essere una fonte di guadagno, seppur non copioso come un tempo, sia per i minatori che per le agenzie turistiche.
Per le vie potosine si possono incontrare numerosi tour operator disposti ad accompagnare i turisti che visitano la città all'interno delle miniere. 
Il clima della zona non permette lo sviluppo di un'attività agricola o pastorale fiorente. La produzione agricola si riduce a patate, tuberi, papalisa, quinoa, fave e, nella pastorizia è caratteristico l'allevamento di lama, alpaca, vigogna e guanaco; l'attività pastorale e agricola è molto limitata e consiste in produzioni familiari destinate in maggior parte all'autoconsumo e minimamente per il mercato.
Nella maggioranza le donne non parlano spagnolo bensì le lingue native andine, quechua o aymara.

## Cantoni
Il comune è suddiviso in quattro cantoni:
- Chulchucani
- Huari Huari
- Potosí
- Tarapaya